# Blue Collar (album)
Blue Collar is het debuutalbum van Rhymefest, goede vriend van Kanye West en winnaar van een Grammy Award in de categorie songwriter. Het album is uitgekomen op 11 juli 2006 en bevat de single "Brand New" waar ook Kanye West op te horen is.

## Tracklist
| #   | Titel                         | Gastartiest(en) | Producer(s)     | Duur |
| --- | ----------------------------- | --------------- | --------------- | ---- |
| 01. | "Feel Free" (Intro)           | Q-Tip           | Animal House    | 1:11 |
| 02. | "Dynomite (Going Postal)"     | 3:50            | Just Blaze      | 3:50 |
| 03. | "Brand New"                   | Kanye West      | Kanye West      | 3:40 |
| 04. | "Fever"                       |                 | No I.D.         | 3:48 |
| 05. | "All I Do"                    |                 | Emile & Cochise | 3:27 |
| 06. | "Get Down"                    |                 | No I.D.         | 3:02 |
| 07. | "More"                        | Kanye West      | Cool & Dre      | 4:12 |
| 08. | "Chicago-Rillas"              | Mikkey & Bump J | No I.D.         | 4:27 |
| 09. | "Stick"                       |                 | Animal House    | 3:31 |
| 10. | "All Girls Cheat"             | Mario           | Cool & Dre      | 4:13 |
| 11. | "Devil's Pie"                 |                 | Mark Ronson     | 4:51 |
| 12. | "Sister"                      | Mike Payne      | No I.D.         | 3:54 |
| 13. | "Mr. Blue Collar (Interlude)" | Malik Yusef     | Terry Hunter    | 2:01 |
| 14. | "Bullet"                      | Citizen Cope    | Emile & Cochise | 4:00 |
| 15. | "Tell a Story"                |                 | Mark Ronson     | 4:30 |
| 16. | "Build Me Up"                 | O.D.B.          | Mark Ronson     | 3:46 |

### Bonus tracks
- Down By Law (feat. Chris Thomas King)
- Some of These Days
- Go Out Clothes
- Drifter
- LSD (feat. Carl Thomas)

## Samples
Dynomite (Going Postal)
- "We Will Always Be Together" by The Whatnauts
- "The Black Prince Has Arrived" by Jimmie Walker

Brand New
- "The Dap Dip" by Sharon Jones & The Dap-Kings
- "Pick It Up, Lay It in the Cut" by Sharon Jones & The Dap-Kings

Fever
- "Fever" by La Lupe

All I Do
- "Ain't That (Mellow Mellow)" by Willie Hutch

Get Down
- "Un Homme Et Une Femme" by Francis Lai

Stick
- "Take Me to the Mardi Gras" by Bob James

All Girls Cheat
- "Think of Your Thoughts As Children" by Phillipe Wynn
- "Footsteps in the Dark" by The Isley Brothers
- "Grammy Family" by DJ Khaled, Consequence, Kanye West & John Legend

Devil's Pie
- "Someday" by The Strokes

Sister
- "Intimate Friends" van Eddie Kendricks

Bullet
- "Bullet and a Target" van Citizen Cope

Tell A Story
- "You Don't Have to Be Alone" by The New Birth
- "One" by Harry Nilsson

Build Me Up
- "Build Me Up Buttercup" van The Foundations

## Singles
| Single informatie                                                                    |
| ------------------------------------------------------------------------------------ |
| "Brand New" featuring Kanye West - Uitgave: 6 september, 2006 - B-kant: "These Days" |
| '"Dynomite (Going Postal)"' - Uitgave: 14 maart, 2006 - B-kant: "Chicago-Rillas"     |